# Marco Atilio Regolo (console 227 a.C.)
Marco Atilio Regolo  (latino: Marcus Atilius Regulus; III secolo a.C.) è stato un politico romano che fu censore e console.

## Biografia
Figlio di Marco Atilio Regolo, il console catturato durante la prima guerra punica e nipote di un altro Marco Atilio Regolo, già console nel 294 a.C., fu eletto console una prima volta nel 227 a.C. con Publio Valerio Flacco.
Fu successivamente nominato console dal Senato (217 a.C.) per sostituire Gaio Flaminio Nepote, trucidato nella battaglia del Lago Trasimeno. Con il collega Gneo Servilio Gemino continuò la guerra contro Annibale come proconsole, seguendo i principi di Fabio Massimo. Alla fine dell'anno il loro incarico venne prolungato, poiché i nuovi consoli non erano ancora stati eletti.
Quando i nuovi consoli Lucio Emilio Paolo e Gaio Terenzio Varrone giunsero al campo, a Regolo fu concesso di tornare a Roma, vista anche la sua età avanzata, e al suo posto fu inviato il magister equitum Marco Minucio Rufo che, insieme a Servilio Gemino, rimasto nell'esercito, perì nella battaglia di Canne.
Nel 216 a.C., insieme a Lucio Emilio Papo e al tribuno della plebe Lucio Scribonio Libone, fu uno dei triumviri mensarii nominati a causa della scarsità di denaro.
Nel 214 a.C. fu nominato censore insieme a Publio Furio Filo.
Con l'entrata in carica dei nuovi tribuni della plebe (inizi del 213 a.C.), venne insieme al collega censore posto in stato d'accusa davanti al popolo da Lucio Cecilio Metello, appena eletto tribuno. Nell'anno precedente, a quest'ultimo, quando era questore, i censori avevano portato via il cavallo, lo avevano allontanato dalla tribù urbana e lo avevano fatto diventare erario, con l'accusa di aver cospirato dopo la battaglia di Canne per abbandonare l'Italia. L'intervento degli altri tribuni vietò ai censori di difendersi durante il loro mandato, fino almeno a quando non avessero cessato l'incarico assunto con questa magistratura (5 anni). La morte prematura di Publio Furio impedì però che tale incarico fosse stato portato a compimento. Anche Marco Atilio rinunciò alla carica.